# High (canção de Lighthouse Family)
"High" é o segundo single pop composto pela dupla britânica Lighthouse Family para seu segundo álbum Postcards from Heaven (1997), com produção de Mike Peden. Lançado em janeiro de 1998, a canção atingiu a primeira posição na parada australiana e ficou entre as dez mais tocadas na Suíça, na Áustria, no Reino Unido, Países Baixos, Nova Zelândia e na Europa. Conhecido também como "Forever You and Me", "High" é o single de maior sucesso lançado pela Lighthouse Family até agora, alcançando as dez primeiras posições em vários países.